# Kisna
Kisna (niem. Kisna. Im Feuer der Liebe) – indyjski dramat z elementami musicalu zrealizowany w 2005 roku przez Subhash Ghai (autora Taal, Pardes, Ram Lakhan). W tytułowej roli wojownika i poety Vivek Oberoi znany z takich filmów jak Company, Omkara, Saathiya i Kyun...! Ho Gaya Na. Tłem filmu są tragiczne lata odzyskiwania niepodległości przez Indie i rzezie między muzułmanami i hindusami w chwili podziału na Indie i Pakistan jako pozostałości po panowaniu brytyjskim. Bohater zobowiązany wychowaniem matki do walki o sprawiedliwość choćby z własnym bratem próbuje ocalić od śmierci Angielkę. Podczas ich wspólnej ucieczki zakochuje się w niej. Dramat pogłębia jego rozdarcie między obowiązkiem wobec swojej społeczności, rodziny, a miłością do córki znienawidzonego okupanta. Muzykę do filmu skomponowało dwóch weteranów kina indyjskiego A.R. Rahman i Ismail Darbar, teksty do piosenek napisał Javed Akhtar.

## Fabuła
1935 rok. Jeszcze 12 lat panowania nad Indiami mają przed sobą Brytyjczycy. Mimo to brytyjski zarządca Peter Beckett z pogardą traktuje Indusów wzbudzając tym ich wrogość. Sami Indusi, mimo tego, że rośnie znaczenie kierowanego przez Gandhiego ruchu zmierzającego do uzyskania niepodległości, pozostają podzieleni: jedni buntują się (jak Bhairav Singh – Amrish Puri), inni służą im (jak jego brat), jeszcze inni handlują z nimi utrzymując towarzyskie stosunki jak książę Raghuraj. Kisna, 12-letni chłopiec, którego ojciec służy w domu zarządcy zaprzyjaźnia się z jego córką Catherine wzbudzając tym zazdrość w zakochanej w nim od dziecka Indusce Lakshmi. Ich przyjaźń zostaje jednak brutalnie przerwana przez ojca Catherine. Odkrywszy, jak bardzo córka jest przywiązana do Kisny, pogardzający Indusami ojciec odsyła ją do szkoły z internatem do Anglii. Mijają lata. Dorosła już Catherine (Antonia Bernath) wraca do wymarzonych i śnionych z tęsknotą Indii. I do Kisny (Vivek Oberoi). Ale sytuacja się zmieniła. Jest 1947, rok, w którym Indie odzyskają niepodległość. Atmosfera pełna napięcia. Kisna pod kierunkiem swojego starszego brata Shankara przygotowuje się do walki, ćwiczy się na wojownika. Pojawienie się Kathy pomaga mu pokazać inną stronę swojej duszy, tą urzeczoną muzyką, pokojową, tworzącą poezję. Młodzi spotykają się wzbudzając znów zazdrość w kochającej Kisnę od lat Lakshmi. Rodziny postanawiają zapobiec problemom w pośpiechu decydując się na ożenienie Kisny z Lakshmi. Kisna jest zaskoczony nagłą decyzją, ale nie protestuje przeciwko tradycyjnie w Indiach aranżowanemu przez rodziców małżeństwu. Podczas zaręczyn Catherine gorszy zarówno Anglików jak i Indusów spontanicznością swojego zachowania. Ku zaskoczeniu wszystkich całuje Kisnę składając mu życzenia. Matka tłumaczy jej, że teraz, gdy Kisna jest zaręczony, nie wypada jej tak otwarcie wyrażać, co czuje w stosunku do swojego przyjaciela z dzieciństwa. W dniu odzyskania niepodległości przez Indie 15 sierpnia o północy zaczynają się rozruchy. Indusi atakują dom znienawidzonego zarządcy. Leje się krew. Catherine jest świadkiem zabijania licznych domowników. Z trudem udaje jej się uciec. Przerażona kryje się w domu Kisny. Matka Kisny wysyła go z misją. Kisna musi wywieźć Catherine z miejsca, gdzie grozi jej śmierć i dowieźć ją bezpiecznie do brytyjskiej ambasady w Delhi. Zaczyna się ich droga przez targany niepokojami kraj. Są ścigani przez starszego brata Kisny Shankara. Ich ucieczka zostaje potraktowana jak wyzwanie rzucone rodzinie, jako niehonorowe porzucenie narzeczonej. Dzień odzyskania niepodległości stał się (decyzją odchodzących Brytyjczyków) dniem podziału Indii na Indie i muzułmański Pakistan. Doprowadza to do exodusu milionów ludzi, opuszczania domów i wzajemnych rzezi muzułmanów i hindusów. Przedzierając się przez zalewany bratnią krwią i palony kraj Kisna próbuje dowieźć Catherine do Delhi. Ciągły strach o to, że za chwilę jedno z nich może zginąć, ratowanie siebie z niebezpieczeństwa przeradza ich przyjaźń w miłość.

## Obsada
- Vivek Oberoi: Kisna Singh
- Isha Sharvani: Lakshmi
- Antonia Bernath: Catherine
- Polly Adams: Lady Katherine
- Amrish Puri: Bhairav Singh
- Om Puri: Juman Masum Kishti
- Yashpal Sharma: Shankar Singh
- Michael Maloney: Peter Beckett
- Caroline Langrishe: Jennifer Beckett
- Rajat Kapoor: Prince Raghuraj
- Vivek Mushran: Nandu
- Shivaji Satham: Sriram
- Vikram Gokhale: Dada Guru
- Zarina Wahab: Shanta
- Sushmita Sen: Naima Begum

## Muzyka i piosenki
Muzykę do filmu skomponował A.R. Rahman
1. Chilman Uthegi Nahin
2. Hum Hain Iss Pal Yahan
3. Kahe Ujadi Meri Mori
4. Kisna Theme (chór)
5. Kisna Theme (instrumentalny utwór)
6. My Wish Comes True
7. Tu Itni Pagli
8. Woh Kisna Hai